# Mrozowicze
Mrozowicze (biał. Марозавічы; ros. Морозовичи) – wieś na Białorusi, w obwodzie brzeskim, w rejonie brzeskim, w sielsowiecie Łyszczyce.
Znajdowała się tu parafia katolicka, w 1885 już nieistniejąca. W dwudziestoleciu międzywojennym leżały w Polsce, w województwie poleskim, w powiecie brzeskim, do 18 kwietnia 1928 w gminie Łyszczyce, następnie w gminie Motykały. Po II wojnie światowej w granicach Związku Sowieckiego. Od 1991 w niepodległej Białorusi.